# NewsML
NewsML ist ein XML-Format, das zum Austausch von Nachrichten zwischen Agenturen und ihren Beziehern dient.
NewsML wurde im Jahr 2000 vom International Press Telecommunications Council (IPTC) spezifiziert und ist der Nachfolger des ebenfalls vom IPTC entwickelten auf XML basierenden News Industry Text Format (NITF).
Die wesentlichen Merkmale von NewsML sind
1. die stringente Verwaltung von Nachrichteneinheiten (NewsItems), jedes NewsItem erhält ein global einmaliges Kennzeichen und kann auch noch in seinen Unterversionen unterschieden werden.
2. die Paketfähigkeit, das heißt, dass mehrere NewsItems in einer einzigen NewsML-Instanz transportiert werden können, so zum Beispiel ein Reportagetext mit Fotos oder ein Themenpaket mit mehreren Texten, Fotos und Audio-Teilen.

Neben Texten, Fotos, Audio und Video können auch strukturierte Informationen als XML in NewsML transportiert werden, so etwa Sport-Daten mittels SportsML.
NewsML-G2 ist ein NewsML-Standard.